# Rudolf Abel
Rudolf Ivanovitj Abel (ryska: Рудольф Иванович Абель), född William August Fisher 11 juli 1903 i Newcastle upon Tyne i Storbritannien, död 15 november 1971 i Moskva (lungcancer), var en sovjetisk spion och överste i KGB.

## Uppväxt
Abels föräldrar var rysk-tyska immigranter. Fadern var ryskfödd anhängare till bolsjevikerna och familjen flyttade efter den ryska revolutionen till Sovjetryssland 1921.

## I Sovjetunionen
Abel arbetade efter flytten till Sovjet och avslutad skolgång en tid som översättare för Komintern. Under sin militärtjänstgöring 1925–1926 utbildades han till radiotelegrafist och placerades sedan vid den militära underrättelsetjänsten GRU. Efter fullgjord värnplikt rekryterades han 1927 av säkerhetspolisen OGPU. Abel tjänstgjorde därefter i olika europeiska länder och arbetade med hemlig radiokommunikation tills han 1936 hemkallades av NKVD för att bli chef för en skola som utbildade radiokommunikationsexperter för spionändamål. Abel fick emellertid sparken 1938 eftersom hans bakgrund innehöll trotskistiska kontakter. Dessa var dock inte tillräckligt graverande för att han skulle bli åtalad eller utrensad på annat sätt. Under andra världskriget fick han därför återuppta sin tidigare verksamhet som kringresande utbildare i radioteknik för i Europa utplacerade sovjetiska spioner.

## I USA
Efter kriget genomgick Abel själv spionutbildning med målet att han skulle sändas till USA för att samordna verksamheten för en del av de sovjetiska agenter som redan fanns där och för att om möjligt rekrytera nya. Abel anlände till USA illegalt 17 november 1947 under namnet Emil Robert Goldfus, en stulen identitet med en helt fiktiv levnadshistoria. Den verklige Emil Robert Goldfus vars födelseattest använts för att skaffa Abel ett äkta pass hade avlidit som ettåring redan 1903. Abel etablerade sig i konstnärskretsar i New York där han presenterade sig som en förmögen före detta fotohandlare som nu försökte göra sig ett namn inom konsten.
En seglivad och ofta upprepad myt är att Abel skulle ha varit ”atomspion”, underförstått med kunskaper i kärnfysik. I själva verket var han kommunikationsexpert och kunde inte mer om kärnvapenteknologi än vad han läst i tidningar. Myten har sin grund i att två av de spioner som ingick i Abels nätverk, Morris och Lona Cohen, enligt FBI hade varit kurirer för Klaus Fuchs och makarna Rosenberg.

## Avslöjad och tillfångatagen
Efter tips från en avhoppad KGB-agent, Reino Häyhänen, greps Rudolf Abel i New York 21 juni 1957 och dömdes till 30 års fängelse. Han utväxlades dock redan 1962 mot Gary Powers på Glienicker Brücke. Namnet Rudolf Abel under vilket Vilyam Fisher blev världskänd var egentligen ett kodnamn som användes av honom själv en enda gång, då han anhölls för spioneri i USA. Han uppgav då det på förhand överenskomna namnet vilket var en signal till KGB att han verkligen blivit avslöjad och tillfångatagen.

## I populärkulturen
I filmen Spionernas bro från 2015 beskrivs Rudolf Abel och den utväxling som skedde i Berlin 1962.